# Zeit-Bibliothek der 100 Bücher
Die Zeit-Bibliothek der 100 Bücher war eine pädagogisch ambitionierte Artikelserie der Feuilleton-Redaktion der Wochenzeitung Die Zeit. Begonnen 1978, wurde in den folgenden zwei Jahren Woche für Woche eine Rezension zu einem Werk der Weltliteratur veröffentlicht.
1980 erschien eine Buchausgabe dieser Essays im Suhrkamp Verlag, herausgegeben von Fritz J. Raddatz, deren Verkaufserfolg das große Interesse an dieser Art Kanonbildung bestätigte; die Essaysammlung liegt 2009 in der unveränderten 13. Auflage vor.
Der Erfolg der Unternehmung führte dazu, dass das Projekt fünf Jahre später um eine Sammlung Zeit-Bibliothek der 100 Sachbücher ergänzt wurde, die Buchausgabe 1984 besorgte wiederum Raddatz als Herausgeber. Schließlich folgte in den Jahren 2002 und 2003 eine Artikelserie, die einen 50 Werke umfassenden Lesekanon für Schüler vorschlagen wollte, die Zeit-Schülerbibliothek.

## „Zeit-Bibliothek der 100 Bücher“
Auf Grundlage der Beobachtung, dass in einer damals aktuellen Studie zum Leseverhalten die Rezeption der „Schönen Literatur“ weit abgeschlagen hinter diversen Arten von Nachschlagewerken und Sachbüchern landete, war erklärtes Ziel, das Lesen beizubringen, zum Lesen zu verführen.
Die Auswahl der Werke besorgte eine sechsköpfige Jury (Rudolf Walter Leonhardt, Hans Mayer, Rolf Michaelis, Fritz J. Raddatz, Peter Wapnewski und Dieter E. Zimmer), die auch die Rezensenten einlud. Einige der Werke wurden von den Jury-Mitgliedern selbst vorgestellt, die meisten Rezensenten waren aber nicht professionelle Literaturkritiker, sondern selbst namhafte Schriftsteller. Deren subjektive Perspektive auf die Werke aus der eigenen Leseerfahrung und -begeisterung heraus macht für viele Leser einen Teil des Reizes der Sammlung aus. Der Zeit-Kanon unterscheidet sich mit seinem Auswahlgremium aus Literaturexperten konzeptionell von Ansätzen in Frankreich und Großbritannien. Die BBC hat Leser in großer Zahl abstimmen lassen und so eine Liste der 100 wichtigsten Bücher erstellt. Die französische Zeitschrift Le Monde hat zunächst die 200 wichtigsten Bücher der Weltliteratur des 20. Jahrhunderts durch eine Expertenkommission bestimmen lassen und unter diesen dann eine Leserabstimmung über die „100 Bücher des Jahrhunderts“ durchgeführt.
Die Jury legte fünf „Spielregeln“ für die Auswahl fest (Einleitung des Herausgebers, Buchausgabe, S. 8):
- Keine zeitliche Begrenzung (die Bibel kommt ebenso vor wie Günter Grass).
- Kein „verspieltes Bildungsgärtlein“ (Lautréamont oder Saint-John Perse kommen nicht vor).
- Keine nationalen Schranken (von Andersen bis Zola).
- Von jedem Autor nur ein Buch (Ausnahmen nur bei der deutschsprachigen Literatur für Goethe und Kafka).
- Keine Dramen (z. B. kein Shakespeare), keine Gedichte, keine Sachbücher – es ging um eine Bibliothek der erzählenden Literatur.

### Liste der rezensierten Werke
| Nr. | Autor                                                                     | Titel                                              | Jahr                                    | Rezensent                |
| --- | ------------------------------------------------------------------------- | -------------------------------------------------- | --------------------------------------- | ------------------------ |
| 1   | diverse                                                                   | Die Bibel                                          | 9./8. Jh. v. Chr. bis 8./9. Jh. n. Chr. | Rudolf Augstein          |
| 2   | Homer                                                                     | Odyssee                                            | 8. Jh. v. Chr.                          | Herbert Bannert          |
| 3   | Platon                                                                    | Apologie                                           | 399 v. Chr.                             | Urs Jaeggi               |
| 4   | Vergil                                                                    | Aeneis                                             | 19 v. Chr.                              | Bernhard Kytzler         |
| 5   | Tacitus                                                                   | Germania                                           | 98 n. Chr.                              | Heinrich Böll            |
| 6   | Longos                                                                    | Daphnis und Chloe                                  | 3. Jh. n. Chr.                          | Bernhard Kytzler         |
| 7   | Augustinus                                                                | Bekenntnisse                                       | um 400                                  | Golo Mann                |
| 8   | diverse (Antoine Galland, erster europäischer Übersetzer und Herausgeber) | Die Erzählungen aus den tausendundein Nächten      | um 850                                  | Iring Fetscher           |
| 9   | Wolfram von Eschenbach                                                    | Parzival                                           | ca. 1200–1210                           | Peter Wapnewski          |
| 10  | Gottfried von Straßburg                                                   | Tristan                                            | um 1210                                 | Peter Wapnewski          |
| 11  | unbekannt                                                                 | Das Nibelungenlied                                 | Anfang 13. Jh.                          | Peter Wapnewski          |
| 12  | Dante Alighieri                                                           | Die Göttliche Komödie                              | ca. 1320                                | Horst Rüdiger            |
| 13  | Giovanni Boccaccio                                                        | Das Decamerone                                     | um 1350                                 | Herbert Heckmann         |
| 14  | Thomas Morus                                                              | Utopia                                             | 1516                                    | Rudolf Augstein          |
| 15  | François Rabelais                                                         | Gargantua und Pantagruel                           | 1532–1564                               | Herbert Heckmann         |
| 16  | Michel de Montaigne                                                       | Essais                                             | 1572–1592                               | Rolf Michaelis           |
| 17  | Hans Jakob Christoffel von Grimmelshausen                                 | Der abenteuerliche Simplicissimus                  | 1668                                    | Günter Kunert            |
| 18  | Blaise Pascal                                                             | Pensées                                            | 1670                                    | Iring Fetscher           |
| 19  | Daniel Defoe                                                              | Robinson Crusoe                                    | 1719                                    | Urich Greiner            |
| 20  | Jonathan Swift                                                            | Gullivers Reisen                                   | 1726                                    | Eberhard Lämmert         |
| 21  | Henry Fielding                                                            | Tom Jones                                          | 1749                                    | Ludwig Harig             |
| 22  | Laurence Sterne                                                           | Leben und Ansichten von Tristram Shandy, Gentleman | 1759–1767                               | Rudolf Walter Leonhardt  |
| 23  | Voltaire                                                                  | Candide                                            | 1759                                    | Robert Minder            |
| 24  | Johann Wolfgang Goethe                                                    | Die Leiden des jungen Werthers                     | 1774                                    | Reinhard Lettau          |
| 25  | Gotthold Ephraim Lessing                                                  | Anti-Goeze                                         | 1778                                    | Dieter Hildebrandt       |
| 26  | Jean-Jacques Rousseau                                                     | Die Bekenntnisse                                   | 1782, 1789                              | Rolf Michaelis           |
| 27  | Karl Philipp Moritz                                                       | Anton Reiser                                       | 1785–1790                               | Peter Laemmle            |
| 28  | Immanuel Kant                                                             | Zum ewigen Frieden                                 | 1795                                    | Rudolf Walter Leonhardt  |
| 29  | Ulrich Bräker                                                             | Der arme Mann im Tockenburg                        | 1789                                    | Peter Wapnewski          |
| 30  | Friedrich von Schiller                                                    | Ästhetische Schriften                              | 1795                                    | Hans Platschek           |
| 31  | Denis Diderot                                                             | Jacques der Fatalist und sein Herr                 | 1796                                    | Helmut Heißenbüttel      |
| 32  | Jean Paul                                                                 | Siebenkäs                                          | 1796–1797                               | Leo Kreutzer             |
| 33  | Friedrich Hölderlin                                                       | Hyperion                                           | 1797, 1799                              | Rolf Michaelis           |
| 34  | Georg Christoph Lichtenberg                                               | Sudelbücher                                        | 1764–1799                               | Klaus Schröter           |
| 35  | Johann Wolfgang Goethe                                                    | Die Wahlverwandtschaften                           | 1809                                    | Reinhard Baumgart        |
| 36  | Heinrich von Kleist                                                       | Erzählungen                                        | Anfang 19. Jh.                          | Eberhard Lämmert         |
| 37  | Johann Peter Hebel                                                        | Das Schatzkästlein des Rheinischen Hausfreunds     | 1811                                    | Hartmut von Hentig       |
| 38  | Die Brüder Grimm                                                          | Kinder- und Hausmärchen                            | 1812, 1814                              | Hartmut von Hentig       |
| 39  | E. T. A. Hoffmann                                                         | Kater Murr und Kreisler                            | 1819, 1821                              | Hans Mayer               |
| 40  | Giacomo Casanova                                                          | Geschichte meines Lebens                           | 1822–1828                               | Manès Sperber            |
| 41  | Joseph von Eichendorff                                                    | Aus dem Leben eines Taugenichts                    | 1826                                    | Petra Kipphoff           |
| 42  | Stendhal                                                                  | Rot und Schwarz                                    | 1830                                    | Luise Rinser             |
| 43  | Georg Büchner                                                             | Lenz                                               | 1839                                    | Peter Schneider          |
| 44  | Honoré de Balzac                                                          | Verlorene Illusionen                               | 1837–1843                               | Hans-Jörg Neuschäfer     |
| 45  | Charles Dickens                                                           | Oliver Twist                                       | 1838                                    | Ludwig Harig             |
| 46  | Nikolai Gogol                                                             | Die toten Seelen                                   | 1842                                    | Horst Bienek             |
| 47  | Søren Kierkegaard                                                         | Entweder – Oder                                    | 1843                                    | Heinz Josef Herbort      |
| 48  | Heinrich Heine                                                            | Deutschland. Ein Wintermärchen                     | 1844                                    | Wolf Biermann            |
| 49  | Edgar Allan Poe                                                           | Phantastische Erzählungen                          | 1832–1849                               | Dieter E. Zimmer         |
| 50  | Herman Melville                                                           | Moby-Dick                                          | 1851                                    | Rolf Hochhuth            |
| 51  | Arthur Schopenhauer                                                       | Parerga und Paralipomena                           | 1851                                    | Rudolf Walter Leonhardt  |
| 52  | Karl Marx                                                                 | Der achtzehnte Brumaire des Louis Bonaparte        | 1852                                    | Oskar Negt               |
| 53  | Hans Christian Andersen                                                   | Märchen                                            | 1835–1848                               | Egon Monk                |
| 54  | Gottfried Keller                                                          | Der grüne Heinrich                                 | 1854–1855                               | Adolf Muschg             |
| 55  | Gustave Flaubert                                                          | Madame Bovary                                      | 1856                                    | Eberhard Lämmert         |
| 56  | Iwan Gontscharow                                                          | Oblomow                                            | 1859                                    | Hans J. Fröhlich         |
| 57  | Victor Hugo                                                               | Die Elenden                                        | 1862                                    | Hanns Grössel            |
| 58  | Lewis Carroll                                                             | Alice im Wunderland                                | 1865                                    | Dieter E. Zimmer         |
| 59  | Iwan Turgenew                                                             | Väter und Söhne                                    | 1862                                    | Reinhard Baumgart        |
| 60  | Wilhelm Raabe                                                             | Abu Telfan oder Die Heimkehr vom Mondgebirge       | 1867                                    | Hans Mayer               |
| 61  | Leo Tolstoi                                                               | Krieg und Frieden                                  | 1868–1869                               | Walter Kempowski         |
| 62  | Adalbert Stifter                                                          | Erzählungen                                        | 1869                                    | Ilse Aichinger           |
| 63  | Fjodor Dostojewski                                                        | Die Dämonen                                        | 1873                                    | Luise Rinser             |
| 64  | Friedrich Nietzsche                                                       | Menschliches, Allzumenschliches                    | 1878–1880                               | Rudolf Walter Leonhardt  |
| 65  | Émile Zola                                                                | Germinal                                           | 1885                                    | Günter Wallraff          |
| 66  | August Strindberg                                                         | Der Sohn einer Magd                                | 1886                                    | Helmut Heißenbüttel      |
| 67  | Knut Hamsun                                                               | Hunger                                             | 1890                                    | Gabriele Wohmann         |
| 68  | Oscar Wilde                                                               | Das Bildnis des Dorian Gray                        | 1891                                    | Rudolf Walter Leonhardt  |
| 69  | Anton Tschechow                                                           | Erzählungen                                        | 1883–1888                               | Peter Urban              |
| 70  | Theodor Fontane                                                           | Der Stechlin                                       | 1899                                    | Peter Härtling           |
| 71  | Thomas Mann                                                               | Buddenbrooks                                       | 1901                                    | Hans Mayer               |
| 72  | Robert Musil                                                              | Die Verwirrungen des Zöglings Törleß               | 1906                                    | Thomas Brasch            |
| 73  | Rainer Maria Rilke                                                        | Die Aufzeichnungen des Malte Laurids Brigge        | 1910                                    | Jürgen Becker            |
| 74  | Heinrich Mann                                                             | Der Untertan                                       | 1918                                    | Alfred Kantorowicz       |
| 75  | Marcel Proust                                                             | Auf der Suche nach der verlorenen Zeit             | 1913–1927                               | Walter Mehring           |
| 76  | Jaroslav Hašek                                                            | Die Abenteuer des braven Soldaten Schwejk          | 1921–1923                               | Pavel Kohout             |
| 77  | James Joyce                                                               | Ulysses                                            | 1922                                    | Wolfgang Hildesheimer    |
| 78  | John Dos Passos                                                           | Manhattan Transfer                                 | 1925                                    | Siegfried Lenz           |
| 79  | Franz Kafka                                                               | Das Schloss                                        | 1926                                    | Dieter E. Zimmer         |
| 80  | Hermann Hesse                                                             | Der Steppenwolf                                    | 1927                                    | Petra Kipphoff           |
| 81  | Alfred Döblin                                                             | Berlin Alexanderplatz                              | 1929                                    | Rainer Werner Fassbinder |
| 82  | Ernst Bloch                                                               | Spuren                                             | 1930                                    | Fritz J. Raddatz         |
| 83  | Sigmund Freud                                                             | Das Unbehagen in der Kultur                        | 1930                                    | Hermann Glaser           |
| 84  | Leo Trotzki                                                               | Mein Leben                                         | 1929                                    | Christian Gneuss         |
| 85  | William Faulkner                                                          | Licht im August                                    | 1932                                    | Hans C. Blumenberg       |
| 86  | Franz Kafka                                                               | Erzählungen                                        | Anfang 20. Jh.                          | Hans Mayer               |
| 87  | André Gide                                                                | Tagebücher                                         | 1934–1997                               | Hans Mayer               |
| 88  | Anna Seghers                                                              | Das siebte Kreuz                                   | 1942                                    | Susanne Schäfer          |
| 89  | Albert Camus                                                              | Der Fremde                                         | 1942                                    | Reinhard Baumgart        |
| 90  | Heinrich Böll                                                             | Erzählungen                                        | 1948–1995                               | Wolfgang Weyrauch        |
| 91  | Jean Genet                                                                | Querelle                                           | 1947                                    | Fritz J. Raddatz         |
| 92  | Ernest Hemingway                                                          | Der alte Mann und das Meer                         | 1952                                    | Dieter E. Zimmer         |
| 93  | Max Frisch                                                                | Stiller                                            | 1954                                    | Joachim Kaiser           |
| 94  | Claude Lévi-Strauss                                                       | Traurige Tropen                                    | 1955                                    | Peter Wapnewski          |
| 95  | Samuel Beckett                                                            | Das letzte Band                                    | 1958                                    | Benjamin Henrichs        |
| 96  | Günter Grass                                                              | Die Blechtrommel                                   | 1959                                    | Fritz J. Raddatz         |
| 97  | Jean-Paul Sartre                                                          | Die Wörter                                         | 1964                                    | Fritz J. Raddatz         |
| 98  | Bertolt Brecht                                                            | Geschichten vom Herrn Keuner                       | 1926/2004                               | Benjamin Henrichs        |
| 99  | Uwe Johnson                                                               | Jahrestage                                         | 1970–1983                               | Rolf Michaelis           |
| 100 | Miguel de Cervantes                                                       | Don Quijote                                        | 1605, 1615                              | Golo Mann                |

## „Zeit-Bibliothek der 100 Sachbücher“
Die Jury dieses Projekts: Ralf Dahrendorf, Manfred Eigen, Theodor Eschenburg, Wolf Lepenies, Golo Mann, Alexander Mitscherlich, Fritz J. Raddatz, Thomas von Randow und Uta Ranke-Heinemann.

### Liste der rezensierten Werke
| Nr. | Autor                                 | Titel | Jahr                                | Rezensent               |
| --- | ------------------------------------- | --- | ----------------------------------- | ----------------------- |
| 1   | Platon                                | Politeia | ca. 390 v. Chr. bis ca. 370 v. Chr. | Hartmut von Hentig      |
| 2   | Aristoteles                           | Politik | 4. Jh. v. Chr.                      | Siegfried Melchinger    |
| 3   | Euklid                                | Die Elemente | 3. Jh. v. Chr.                      | Thomas von Randow       |
| 4   | Flavius Josephus                      | Geschichte des jüdischen Krieges                                                                                          | 75–79 n. Chr.                       | Ernst Simon             |
| 5   | Plutarch                              | Große Griechen und Römer                                                                                                  | 1. Jh. n. Chr.                      | Bernhard Kytzler        |
| 6   | Mark Aurel                            | Selbstbetrachtungen | 170–180 n. Chr.                     | Peter Wapnewski         |
| 7   | Augustinus                            | Vom Gottesstaat | 413–426                             | Heinz Josef Herbort     |
| 8   | Thomas von Aquin                      | Summa theologica | 1265–1273                           | Heinrich Böll           |
| 9   | Erasmus von Rotterdam                 | Lob der Torheit | 1509                                | Ralf Dahrendorf         |
| 10  | Martin Luther                         | Von der babylonischen Gefangenschaft der Kirche                                                                           | 1520                                | Hans Küng               |
| 11  | Niccolò Machiavelli                   | Der Fürst | 1513                                | Theo Sommer             |
| 12  | Nikolaus Kopernikus                   | Über die Umdrehungen der Himmelskreise                                                                                    | 1543                                | Georg Kleemann          |
| 13  | Giorgio Vasari                        | Leben der ausgezeichnetsten Maler, Bildhauer und Architekten                                                              | 1550 bzw. 1568                      | Hans Platschek          |
| 14  | Galileo Galilei                       | Dialog über die beiden Weltsysteme                                                                                        | 1630                                | Walter Brandmüller      |
| 15  | John Locke                            | Versuch über den menschlichen Verstand                                                                                    | 1690                                | Jürgen Manthey          |
| 16  | Thomas Hobbes                         | Leviathan | 1651                                | Rudolf Augstein         |
| 17  | René Descartes                        | Von der Methode des richtigen Vernunftgebrauchs und der wissenschaftlichen Forschung                                      | 1637                                | Eckhard Nordhofen       |
| 18  | Blaise Pascal                         | Vom geometrischen Geist                                                                                                   | 1657 oder 1658                      | Willy Hochkeppel        |
| 19  | Baruch de Spinoza                     | Die Ethik, nach geometrischer Methode dargestellt                                                                         | 1677                                | Eckhard Nordhofen       |
| 20  | Gottfried Wilhelm Leibniz             | Die Theodizee | 1710                                | Rudolf Walter Leonhardt |
| 21  | Charles de Montesquieu                | Vom Geist der Gesetze | 1748                                | Agnes Heller            |
| 22  | Voltaire                              | Versuch über die allgemeine Geschichte, über die Sitten und den Geist der Nationen von Karl dem Großen bis in unsere Tage | 1757                                | Helga Gallas            |
| 23  | Jean-Jacques Rousseau                 | Vom Gesellschaftsvertrag                                                                                                  | 1762                                | Arnulf Baring           |
| 24  | David Hume                            | Untersuchungen über den menschlichen Verstand                                                                             | 1748                                | Willy Hochkeppel        |
| 25  | Adam Smith                            | Der Wohlstand der Nationen                                                                                                | 1776                                | Ralf Dahrendorf         |
| 26  | Georg Forster                         | Reise um die Welt | 1778/1780                           | Wolf Lepenies           |
| 27  | Immanuel Kant                         | Kritik der reinen Vernunft                                                                                                | 1781 bzw. 1783                      | Herbert Schnädelbach    |
| 28  | Johann Wolfgang Goethe                | Über den Zwischenkiefer der Menschen und der Tiere                                                                        | 1786                                | Georg Kleemann          |
| 29  | Adolph Freiherr Knigge                | Über den Umgang mit Menschen                                                                                              | 1788                                | Rolf Michaelis          |
| 30  | Johann Heinrich Pestalozzi            | Meine Nachforschungen über den Gang der Natur in der Entwicklung des Menschengeschlechts                                  |                                     | Hartmut von Hentig      |
| 31  | Thomas Robert Malthus                 | Eine Abhandlung über das Bevölkerungsgesetz                                                                               | 1905                                | Wolf Lepenies           |
| 32  | Georg Wilhelm Friedrich Hegel         | Phänomenologie des Geistes                                                                                                | 1807                                | Alfred Schmidt          |
| 33  | Arthur Schopenhauer                   | Die Welt als Wille und Vorstellung                                                                                        | 1819                                | Golo Mann               |
| 34  | Claude-Henri Comte de Saint-Simon     | Neues Christentum | 1911                                | Hermann Dietzfelbinger  |
| 35  | Carl Philipp Gottfried von Clausewitz | Vom Kriege | 1832 bis 1834                       | Raymond Aron            |
| 36  | David Friedrich Strauß                | Das Leben Jesu | 1835 bis 1836                       | Uta Ranke-Heinemann     |
| 37  | Alexis de Tocqueville                 | Über die Demokratie in Amerika                                                                                            | 1836                                | Klaus Harpprecht        |
| 38  | Pierre-Joseph Proudhon                | Was ist Eigentum? | 1840                                | Gerd Bucerius           |
| 39  | Søren Kierkegaard                     | Der Begriff Angst | 1844                                | Dorothee Sölle          |
| 40  | Friedrich Engels                      | Die Lage der arbeitenden Klasse in England                                                                                | 1845                                | Günter Wallraff         |
| 41  | Max Stirner                           | Der Einzige und sein Eigentum                                                                                             | 1844 bzw. 1845                      | Gert Mattenklott        |
| 42  | Leopold von Ranke                     | Deutsche Geschichte im Zeitalter der Reformation                                                                          | 1839                                | Walther Killy           |
| 43  | Jacob Burckhardt                      | Die Kultur der Renaissance in Italien                                                                                     | 1896                                | Petra Kipphoff          |
| 44  | Charles Darwin                        | Die Entstehung der Arten durch natürliche Zuchtwahl                                                                       | 1859                                | Ludwig von Friedeburg   |
| 45  | Alexander von Humboldt                | Kosmos | 1845 bis 1862                       | Rolf Michaelis          |
| 46  | Michail Bakunin                       | Staatlichkeit und Anarchie                                                                                                | 1873                                | Ulrich Greiner          |
| 47  | Theodor Mommsen                       | Römische Geschichte | 1854 bis 1885                       | Christian Meier         |
| 48  | Friedrich Wilhelm Nietzsche           | Also sprach Zarathustra                                                                                                   | 1883 bis 1885                       | Pierre Bertaux          |
| 49  | Friedrich Hebbel                      | Tagebücher |                                     | Golo Mann               |
| 50  | Heinrich von Treitschke               | Deutsche Geschichte im neunzehnten Jahrhundert                                                                            | 1879                                | Wolf Jobst Siedler      |
| 51  | Gottlob Frege                         | Grundlagen der Arithmetik                                                                                                 | 1884                                | Günther Patzig          |
| 52  | Karl Marx                             | Das Kapital | 1867 bis 1894                       | Iring Fetscher          |
| 53  | Gustave Le Bon                        | Psychologie der Massen | 1895                                | Benjamin Henrichs       |
| 54  | Otto von Bismarck                     | Gedanken und Erinnerungen                                                                                                 |                                     | Theodor Eschenburg      |
| 55  | Ernst Haeckel                         | Die Welträtsel | 1899                                | Iring Fetscher          |
| 56  | Max Planck                            | Vorträge und Erinnerungen                                                                                                 |                                     | Armin Hermann           |
| 57  | Edmund Husserl                        | Logische Untersuchungen                                                                                                   |                                     | Günther Patzig          |
| 58  | Max Weber                             | Die protestantische Ethik und der Geist des Kapitalismus                                                                  | 1904 bis 1905                       | Ralf Dahrendorf         |
| 59  | Georges Sorel                         | Über die Gewalt |                                     | Joseph Huber            |
| 60  | Jakob Johann Baron von Uexküll        | Kompositionslehre der Natur                                                                                               |                                     | Freimut Duve            |
| 61  | Albert Einstein                       | Über die spezielle und die allgemeine Relativitätstheorie                                                                 | 1916                                | Thomas von Randow       |
| 62  | Georg Simmel                          | Grundfragen der Soziologie                                                                                                |                                     | Wolf Lepenies           |
| 63  | Karl Barth                            | Der Römerbrief |                                     | Heinz Josef Herbort     |
| 64  | Bertrand Russell                      | Einführung in die mathematische Philosophie                                                                               | 1919                                | Marcus Bierich          |
| 65  | Oswald Spengler                       | Der Untergang des Abendlandes                                                                                             | 1918 bis 1922                       | Rolf Hochhuth           |
| 66  | Ludwig Wittgenstein                   | Tractatus logico-philosophicus                                                                                            | 1918 bzw. 1921                      | Peter Rosei             |
| 67  | Sigmund Freud                         | Das Ich und das Es | 1923                                | Margarete Mitscherlich  |
| 68  | Le Corbusier                          | Ausblick auf eine Architektur                                                                                             | 1963                                | Manfred Sack            |
| 69  | George Lukács                         | Geschichte und Klassenbewußtsein                                                                                          | 1923                                | Fritz J. Raddatz        |
| 70  | Leo Trotzki                           | Literatur und Revolution                                                                                                  | 1923                                | Iring Fetscher          |
| 71  | Theodoor Hendrik van de Velde         | Die vollkommene Ehe | 1926                                | Uta Ranke-Heinemann     |
| 72  | Martin Heidegger                      | Sein und Zeit | 1927                                | Hans-Georg Gadamer      |
| 73  | Bronisław Malinowski                  | Geschlecht und Verdrängung in primitiven Gesellschaften                                                                   |                                     | Volkmar Sigusch         |
| 74  | José Ortega y Gasset                  | Der Aufstand der Massen                                                                                                   | 1929 bzw. 1931                      | Lothar Baier            |
| 75  | Karl Jaspers                          | Die geistige Situation der Zeit                                                                                           | 1922                                | Golo Mann               |
| 76  | Wladimir Iljitsch Lenin               | Was tun? | 1902                                | Wolfgang Lefèvre        |
| 77  | Margaret Mead                         | Jugend und Sexualität in primitiven Gesellschaften                                                                        | 1935                                | Helge Pross             |
| 78  | Arnold J. Toynbee                     | Der Gang der Weltgeschichte                                                                                               | 1934 bis 1961                       | Ossip K. Flechtheim     |
| 79  | Rudolf Bultmann                       | Jesus Christus und die Mythologie                                                                                         | 1967                                | Uta Ranke-Heinemann     |
| 80  | Joseph A. Schumpeter                  | Kapitalismus, Sozialismus und Demokratie                                                                                  | 1942                                | Karl Schiller           |
| 81  | Jean-Paul Sartre                      | Das Sein und das Nichts                                                                                                   | 1943                                | Urs Jaeggi              |
| 82  | Max Horkheimer & Theodor W. Adorno    | Dialektik der Aufklärung                                                                                                  | 1944 bzw. 1947                      | Fritz J. Raddatz        |
| 83  | Karl Popper                           | Die offene Gesellschaft und ihre Feinde                                                                                   | 1945                                | Ralf Dahrendorf         |
| 84  | Eugen Kogon                           | Der SS-Staat | 1946                                | Marion Gräfin Dönhoff   |
| 85  | Pierre Teilhard de Chardin            | Der Mensch im Kosmos | 1955                                | Günther Schiwy          |
| 86  | Norbert Wiener                        | Kybernetik |                                     | Thomas von Randow       |
| 87  | Simone de Beauvoir                    | Das andere Geschlecht | 1949                                | Alice Schwarzer         |
| 88  | Hannah Arendt                         | Elemente und Ursprünge totaler Herrschaft                                                                                 | 1955                                | Rudolf Bahro            |
| 89  | Winston Churchill                     | Der Zweite Weltkrieg | 1948 bis 1955                       | Rolf Hochhuth           |
| 90  | Karl Dietrich Bracher                 | Die Auflösung der Weimarer Republik                                                                                       | 1955                                | Theodor Eschenburg      |
| 91  | Ernst Bloch                           | Das Prinzip Hoffnung | 1954 bis 1959                       | Fritz J. Raddatz        |
| 92  | Max Born                              | Physik im Wandel meiner Zeit                                                                                              |                                     | Bernd Kröger            |
| 93  | Rachel Carson                         | Der stumme Frühling | 1962                                | Thomas von Randow       |
| 94  | Noam Chomsky                          | Sprache und Geist | 1973                                | Jutta Scherrer          |
| 95  | Jürgen Habermas                       | Erkenntnis und Interesse                                                                                                  | 1968                                | Reinhard Baumgart       |
| 96  | James Watson                          | Die Doppelhelix | 1968 bzw. 1969                      | Reimar Lüst             |
| 97  | Werner Heisenberg                     | Der Teil und das Ganze | 1969                                | Armin Hermann           |
| 98  | Jacques Monod                         | Zufall und Notwendigkeit                                                                                                  | 1970                                | Dieter E. Zimmer        |
| 99  | John Rawls                            | Eine Theorie der Gerechtigkeit                                                                                            | 1971                                | Ernst Tugendhat         |
| 100 | Dennis Meadows u. a. (Club of Rome)   | Die Grenzen des Wachstums                                                                                                 | 1972                                | Joseph Huber            |

## „Zeit-Schülerbibliothek“
2002 bis 2003 wurden 50 Werke vorgestellt, die als Kanon für den Deutschunterricht vorgeschlagen wurden. Die Jury: „Zwei Schüler, zwei Deutschlehrer, zwei Schriftsteller und zwei Redakteure“. Die Liste ist alphabetisch nach Autoren geordnet, außer den fünf Lyrik-Bänden, die unter „L“ eingeordnet sind.

### Liste der rezensierten Werke
| Nr. | Autor                                     | Titel                                                           | Jahr           | Zeit 100                    | Rezensent             |
| --- | ----------------------------------------- | --------------------------------------------------------------- | -------------- | --------------------------- | --------------------- |
| 1   | Bettina von Arnim                         | Die Günderode                                                   | 1840           |                             | Susanne Mayer         |
| 2   | Jurek Becker                              | Jakob der Lügner                                                | 1969           |                             | Volker Ullrich        |
| 3   | Heinrich Böll                             | Wanderer, kommst du nach Spa…                                   | 1950           |                             | Burkhard Spinnen      |
| 4   | Wolfgang Borchert                         | Draußen vor der Tür                                             | 1947           |                             | Rolf Michaelis        |
| 5   | Hermann Bote                              | Ein kurtzweilig Lesen von Dil Ulenspiegel                       | um 1510        |                             | Tobias Gohlis         |
| 6   | Bertolt Brecht                            | Leben des Galilei                                               | 1943           |                             | Elisabeth von Thadden |
| 7   | Brüder Grimm                              | Kinder- und Hausmärchen                                         | 1812 bis 1858  | Grünes Häkchensymbol für ja | Susanne Gaschke       |
| 8   | Georg Büchner                             | Lenz                                                            | 1839           | Grünes Häkchensymbol für ja | Elisabeth von Thadden |
| 8   | Georg Büchner                             | Leonce und Lena                                                 | 1836           |                             | Elisabeth von Thadden |
| 8   | Georg Büchner                             | Dantons Tod                                                     | 1835           |                             | Elisabeth von Thadden |
| 9   | Wilhelm Busch                             | Bildergeschichten                                               |                |                             | Petra Kipphoff        |
| 10  | Friedrich Dürrenmatt                      | Der Besuch der alten Dame                                       | 1956           |                             | Rolf Michaelis        |
| 11  | Marie von Ebner-Eschenbach                | Das Gemeindekind                                                | 1887           |                             | Andreas Nentwich      |
| 12  | Joseph von Eichendorff                    | Aus dem Leben eines Taugenichts                                 | 1826           | Grünes Häkchensymbol für ja | Thomas E. Schmidt     |
| 13  | Michael Ende                              | Jim Knopf und Lukas der Lokomotivführer                         | 1960           |                             | Konrad Heidkamp       |
| 14  | Hans Fallada                              | Kleiner Mann – was nun?                                         | 1932           |                             | Paul Michael Lützeler |
| 15  | Theodor Fontane                           | Effi Briest                                                     | 1894 bis 1896  |                             | Burkhard Spinnen      |
| 16  | Max Frisch                                | Biedermann und die Brandstifter – Ein Lehrstück ohne Lehre      | 1958           |                             | Rolf Michaelis        |
| 17  | Johann Wolfgang von Goethe                | Faust I                                                         | 1808           |                             | Ulrich Greiner        |
| 18  | Johann Wolfgang von Goethe                | Die Leiden des jungen Werthers                                  | 1774           | Grünes Häkchensymbol für ja | Rolf Vollmann         |
| 19  | Hans Jakob Christoffel von Grimmelshausen | Der abenteuerliche Simplicissimus                               | 1668 bzw. 1669 | Grünes Häkchensymbol für ja | Rolf Michaelis        |
| 20  | Sebastian Haffner                         | Geschichte eines Deutschen                                      | 1939 bzw. 2000 |                             | Volker Ullrich        |
| 21  | Wilhelm Hauff                             | Sämtliche Märchen                                               |                |                             | Evelyn Finger         |
| 22  | Friedrich Hölderlin                       | Hyperion                                                        | 1797 bis 1799  | Grünes Häkchensymbol für ja | Ulrike Schwarzrock    |
| 23  | E. T. A. Hoffmann                         | Das Fräulein von Scuderi                                        | 1819 bis 1821  |                             | Rolf Vollmann         |
| 23  | E. T. A. Hoffmann                         | Der Sandmann                                                    | 1816           |                             | Rolf Vollmann         |
| 24  | Hans Henny Jahnn                          | Fluß ohne Ufer                                                  |                |                             | Ulrich Greiner        |
| 25  | Anna Maria Jokl                           | Die Perlmutterfarbe. Ein Kinderroman für fast alle Leute (Film) | 1948           |                             | Susanne Mayer         |
| 26  | Franz Kafka                               | Erzählungen und andere ausgewählte Prosa                        |                | Grünes Häkchensymbol für ja | Peter Kümmel          |
| 27  | Franz Kafka                               | Der Process                                                     | 1925           |                             | Ulrich Greiner        |
| 28  | Marie Luise Kaschnitz                     | Lange Schatten                                                  | 1960           |                             | Ulla Hahn             |
| 28  | Marie Luise Kaschnitz                     | Ferngespräche                                                   | 1966           |                             | Ulla Hahn             |
| 29  | Erich Kästner                             | Das fliegende Klassenzimmer                                     | 1933           |                             | Katharina Döbler      |
| 30  | Gottfried Keller                          | Die drei gerechten Kammmacher                                   | 1856           |                             | Jens Jessen           |
| 30  | Gottfried Keller                          | Romeo und Julia auf dem Dorfe                                   | 1856           |                             | Jens Jessen           |
| 30  | Gottfried Keller                          | Kleider machen Leute                                            | 1874           |                             | Jens Jessen           |
| 31  | Heinrich von Kleist                       | Penthesilea                                                     | 1808           |                             | Elisabeth von Thadden |
| 32  | Heinrich von Kleist                       | Sämtliche Werke und Briefe                                      |                |                             | Evelyn Finger         |
| 33  | Gotthold Ephraim Lessing                  | Nathan der Weise                                                | 1779           |                             | Rolf Michaelis        |
| 34  | Georg Christoph Lichtenberg               | Aphorismen                                                      |                |                             | Katharina Döbler      |
| 35  | Martin Luther (Übersetzer)                | Das Evangelium nach Matthäus                                    | 1. Jh. n. Chr. | Grünes Häkchensymbol für ja | Robert Leicht         |
| 36  | von Walther bis Hölderlin                 | Lyrik I                                                         |                |                             | Ulla Hahn             |
| 37  | von Novalis bis Hoffmann von Fallersleben | Lyrik II                                                        |                |                             | Ulla Hahn             |
| 38  | von Droste-Hülshoff bis Nietzsche         | Lyrik III                                                       |                |                             | Ulla Hahn             |
| 39  | von Morgenstern bis Bachmann              | Lyrik IV                                                        |                |                             | Ulla Hahn             |
| 40  |                                           | Lyrik V: Balladen                                               |                |                             | Ulla Hahn             |
| 41  | Heinrich Mann                             | Der Untertan                                                    | 1914 bzw. 1918 | Grünes Häkchensymbol für ja | Volker Ullrich        |
| 42  | Thomas Mann                               | Der Tod in Venedig. Und andere Erzählungen                      | 1911           |                             | Klaus Harpprecht      |
| 43  | Robert Musil                              | Die Verwirrungen des Zöglings Törleß                            | 1906           | Grünes Häkchensymbol für ja | ?                     |
| 44  | Joseph Roth                               | Hiob                                                            | 1930           |                             | Iris Radisch          |
| 45  | Friedrich von Schiller                    | Kabale und Liebe                                                | 1784           |                             | ?                     |
| 46  | Arno Schmidt                              | Brand’s Haide                                                   | 1951           |                             | Rolf Vollmann         |
| 47  | Arthur Schnitzler                         | Erzählungen                                                     |                |                             | Burkhard Spinnen      |
| 48  | Anna Seghers                              | Das siebte Kreuz                                                | 1942           | Grünes Häkchensymbol für ja | Rolf Michaelis        |
| 49  | Theodor Storm                             | Der Schimmelreiter                                              | 1888           |                             | Petra Kipphoff        |
| 50  | Frank Wedekind                            | Frühlings Erwachen                                              | 1891           |                             | Volker Ullrich        |

## Die neue Zeit-Bibliothek der Weltliteratur
Am 25. November 2023 hat die Zeit in einer Sonderausgabe eine neue Liste publiziert. Eine Buchausgabe erschien im September 2024 bei Suhrkamp.

### Liste der rezensierten Werke
Titel, die neu hinzugekommen sind, sind mit * gekennzeichnet.
| Nummer | Autor                               | Titel                                     | Jahr                                    | Rezensent             |
| ------ | ----------------------------------- | ----------------------------------------- | --------------------------------------- | --------------------- |
| 1      | Franz Kafka                         | Erzählungen                               | 1908–1924                               | Jens Jessen           |
| 2      | Dante Alighieri                     | Göttliche Komödie                         | 1307–1321                               | Peter Kümmel          |
| 3      | Isabel Allende                      | Das Geisterhaus*                          | 1982                                    | Michi Strausfeld      |
| 4      | Ngũgĩ wa Thiong’o                   | Herr der Krähen*                          | 2006                                    | Florian Eichel        |
| 5      | Doris Lessing                       | Das goldene Notizbuch*                    | 1962                                    | Gregor Gysi           |
| 6      | Heinrich Böll                       | Die verlorene Ehre der Katharina Blum*    | 1974                                    | Günter Wallraff       |
| 7      | Hilary Mantel                       | Wölfe*                                    | 2009                                    | Elke Schmitter        |
| 8      | Olga Tokarczuk                      | Unrast*                                   | 2007                                    | Ronald Düker          |
| 9      | Stendhal                            | Rot und Schwarz                           | 1830                                    | Jens Jessen           |
| 10     | Margaret Atwood                     | Der Report der Magd*                      | 1985                                    | Jolinde Hüchtker      |
| 11     | Haruki Murakami                     | Die Chroniken des Aufziehvogels*          | 1994–1995                               | Clemens J. Setz       |
| 12     | George Orwell                       | 1984*                                     | 1949                                    | Sascha Lobo           |
| 13     |                                     | Die Bibel                                 | 9./8. Jh. v. Chr. bis 8./9. Jh. n. Chr. | Sabine Rückert        |
| 14     | Karl Philipp Moritz                 | Anton Reiser                              | 1785–1790                               | Karl-Markus Gauß      |
| 15     | Zadie Smith                         | Zähne zeigen*                             | 2000                                    | Benedikt Herber       |
| 16     | Harriet Beecher Stowe               | Onkel Toms Hütte*                         | 1852                                    | Eberhard Rathgeb      |
| 17     | Christa Wolf                        | Der geteilte Himmel*                      | 1963                                    | Lukas Reitzschel      |
| 18     | Hermann Hesse                       | Der Steppenwolf                           | 1927                                    | Tonio Schachinger     |
| 19     | Günter Grass                        | Die Blechtrommel                          | 1959                                    | Volker Schlöndorff    |
| 20     | Mary Shelley                        | Frankenstein*                             | 1818                                    | Frank Schätzing       |
| 21     | Michail Bulgakow                    | Der Meister und Margarita*                | 1966                                    | Eberhard Rathgeb      |
| 22     | Fjodor Dostojewski                  | Die Dämonen                               | 1873                                    | Michael Thumann       |
| 23     | Emily Brontë                        | Sturmhöhe*                                | 1847                                    | Mithu Sanyal          |
| 24     | Umberto Eco                         | Der Name der Rose*                        | 1980                                    | Francesca Melandri    |
| 25     | Ernest Hemingway                    | Der alte Mann und das Meer                | 1952                                    | Helge Timmerberg      |
| 26     | Joseph Conrad                       | Herz der Finsternis*                      | 1899                                    | Eugen Ruge            |
| 27     | Heinrich Heine                      | Deutschland. Ein Wintermärchen            | 1844                                    | Wolf Biermann         |
| 28     | Eva Menasse                         | Dunkelblum*                               | 2021                                    | Ijoma Mangold         |
| 29     | David Foster Wallace                | Unendlicher Spaß*                         | 1996                                    | Andrea Petković       |
| 30     | Thomas Mann                         | Buddenbrooks                              | 1901                                    | Volker Weidermann     |
| 31     | Wassili Semjonowitsch Grossman      | Leben und Schicksal*                      | 1959                                    | Karl Schlögel         |
| 32     | Bettina von Arnim                   | Die Günderode*                            | 1840                                    | Elisabeth von Thadden |
| 33     | George Eliot                        | Middlemarch*                              | 1871–1872                               | Elsemarie Maletzke    |
| 34     | Serhij Schadan                      | Internat*                                 | 2017                                    | Thomas E. Schmidt     |
| 35     | Arundhati Roy                       | Der Gott der kleinen Dinge*               | 1997                                    | Philipp Blom          |
| 36     | Ágota Kristóf                       | Das große Heft*                           | 1986                                    | Gregor Dotzauer       |
| 37     | Harper Lee                          | Wer die Nachtigall stört*                 | 1960                                    | Eva Menasse           |
| 38     | Swetlana Alexandrowna Alexijewitsch | Secondhand-Zeit*                          | 2013                                    | Elisabeth von Thadden |
| 39     | Joan Didion                         | Das Jahr magischen Denkens*               | 2005                                    | Elke Heidenreich      |
| 40     | Jonathan Franzen                    | Die Korrekturen*                          | 2001                                    | Rainer Moritz         |
| 41     | Imre Kertész                        | Roman eines Schicksallosen*               | 1975                                    | Iris Radisch          |
| 42     | Sylvia Plath                        | Die Glasglocke*                           | 1963                                    | Nora Bossong          |
| 43     | Joseph Roth                         | Radetzkymarsch*                           | 1932                                    | Adam Soboczynski      |
| 44     | Virginia Woolf                      | Mrs. Dalloway*                            | 1925                                    | Jutta Person          |
| 45     | Germaine de Staël                   | Über Deutschland*                         | 1813                                    | Anna-Lena Scholz      |
| 46     | Chimamanda Ngozi Adichie            | Americanah*                               | 2013                                    | Ijoma Mangold         |
| 47     | Gabriel García Márquez              | Hundert Jahre Einsamkeit*                 | 1967                                    | Laura Cwiertnia       |
| 48     | Judith Hermann                      | Sommerhaus, später*                       | 1998                                    | Florian Illies        |
| 49     | Albert Camus                        | Der Fremde                                | 1942                                    | Iris Radisch          |
| 50     | Homer                               | Die Odyssee                               | 8./7. Jh. v. Chr.                       | Sabine Rückert        |
| 51     | Herta Müller                        | Der Fuchs war damals schon der Jäger*     | 1992                                    | Behzad Karim Khani    |
| 52     | Maxim Biller                        | Esra*                                     | 2003                                    | Kai Sina              |
| 53     | Daniel Kehlmann                     | Die Vermessung der Welt*                  | 2005                                    | Florian Illies        |
| 54     | Thomas Pynchon                      | Die Enden der Parabel*                    | 1973                                    | Jutta Person          |
| 55     | Lew Tolstoi                         | Anna Karenina*                            | 1877/1878                               | Iris Berben           |
| 56     | Herman Melville                     | Moby-Dick                                 | 1851                                    | Antje Boetius         |
| 57     | Johann Wolfgang von Goethe          | Faust I und II*                           | 1808/1832                               | Daniel Kehlmann       |
| 58     | Honoré de Balzac                    | Verlorene Illusionen                      | 1837–1843                               | Gero von Randow       |
| 59     | Theodor Fontane                     | Effi Briest*                              | 1894/1895                               | Moritz von Uslar      |
| 60     | Han Kang                            | Die Vegetarierin*                         | 2007                                    | Volker Weidermann     |
| 61     | Elfriede Jelinek                    | Die Klavierspielerin*                     | 1983                                    | Katharina Teutsch     |
| 62     | Jane Austen                         | Stolz und Vorurteil*                      | 1813                                    | Elke Schmitter        |
| 63     | F. Scott Fitzgerald                 | Der große Gatsby*                         | 1925                                    | Benjamin Lebert       |
| 64     | Michel Houellebecq                  | Elementarteilchen*                        | 1998                                    | Ingeborg Harms        |
| 65     | Gustave Flaubert                    | Madame Bovary                             | 1856                                    | Eberhard Rathgeb      |
| 66     | Giovanni Boccaccio                  | Das Decamerone                            | 1349–1353                               | Maike Albath          |
| 67     | Charlotte Brontë                    | Jane Eyre*                                | 1847                                    | Berit Dießelkämper    |
| 68     | Zeruya Shalev                       | Liebesleben*                              | 1997                                    | Iris Radisch          |
| 69     | James Baldwin                       | Giovannis Zimmer*                         | 1956                                    | René Aguigah          |
| 70     | Heinrich von Kleist                 | Sämtliche Erzählungen                     | 1808–1811                               | Wolf Haas             |
| 71     | Vladimir Nabokov                    | Ada oder Das Verlangen*                   | 1969                                    | Ilma Rakusa           |
| 72     | Max Frisch                          | Stiller                                   | 1954                                    | Volker Weidermann     |
| 73     | Karl Ove Knausgård                  | Kämpfen*                                  | 2017                                    | David Hugendick       |
| 74     | Michel de Montaigne                 | Essais                                    | 1572–1592                               | Bov Bjerg             |
| 75     | Georg Büchner                       | Lenz                                      | 1839                                    | Volker Weidermann     |
| 76     | Curzio Malaparte                    | Die Haut*                                 | 1949                                    | Thomas Assheuer       |
| 77     | Robert Musil                        | Der Mann ohne Eigenschaften*              | 1930–1943                               | Richard David Precht  |
| 78     | Annie Ernaux                        | Die Jahre*                                | 2008                                    | Julia Schoch          |
| 79     | Assia Djebar                        | Fantasia*                                 | 1985                                    | Susanne Mayer         |
| 80     | Marcel Proust                       | Auf der Suche nach der verlorenen Zeit    | 1913–1927                               | Jochen Schmidt        |
| 81     | Astrid Lindgren                     | Ronja Räubertochter*                      | 1981                                    | Katrin Hörnlein       |
| 82     | Miguel de Cervantes                 | Don Quijote                               | 1605/1615                               | Orhan Pamuk           |
| 83     | Ingeborg Bachmann                   | Das dreißigste Jahr*                      | 1961                                    | Florian Eichel        |
| 84     | Clarice Lispector                   | Nahe dem wilden Herzen*                   | 1944                                    | Maja Beckers          |
| 85     | Gotthold Ephraim Lessing            | Nathan der Weise*                         | 1779                                    | Valery Tscheplanowa   |
| 86     | Annette von Droste-Hülshoff         | Die Judenbuche*                           | 1842                                    | Marion Poschmann      |
| 87     | J. K. Rowling                       | Harry Potter, Gesamtausgabe*              | 1997–2007                               | David Hugendick       |
| 88     | Patricia Highsmith                  | Der talentierte Mr. Ripley*               | 1955                                    | Ronald Düker          |
| 89     | Orhan Pamuk                         | Cevdet und seine Söhne*                   | 1982                                    | Peter Neumann         |
| 90     | Amos Oz                             | Eine Geschichte von Liebe und Finsternis* | 2002                                    | Jörg Lau              |
| 91     | Anonymus                            | Die Reise nach Westen*                    | 16. Jahrhundert                         | Gregor Dotzauer       |
| 92     | Irmgard Keun                        | Das kunstseidene Mädchen*                 | 1932                                    | Antonia Baum          |
| 93     | Ovid                                | Metamorphosen*                            | um 1–8 n. Chr.                          | Ann Cotten            |
| 94     | Christian Kracht                    | Faserland*                                | 1995                                    | Volker Weidermann     |
| 95     | Toni Morrison                       | Menschenkind*                             | 1987                                    | Dirk Peitz            |
| 96     | Lutz Seiler                         | Kruso*                                    | 2014                                    | Alexander Cammann     |
| 97     | Salman Rushdie                      | Mitternachtskinder*                       | 1981                                    | Stephan Wackwitz      |
| 98     | James Joyce                         | Ulysses                                   | 1922                                    | Tilman Rammstedt      |
| 99     | Giuseppe Tomasi di Lampedusa        | Der Leopard*                              | 1958                                    | Alexander Cammann     |
| 100    | Roberto Bolaño                      | 2666*                                     | 2004                                    | Helene Hegemann       |